# Chloroxyrrhepes virescens
Chloroxyrrhepes virescens är en insektsart som först beskrevs av Carl Stål 1873.  Chloroxyrrhepes virescens ingår i släktet Chloroxyrrhepes och familjen gräshoppor. Inga underarter finns listade i Catalogue of Life.

## Bildgalleri

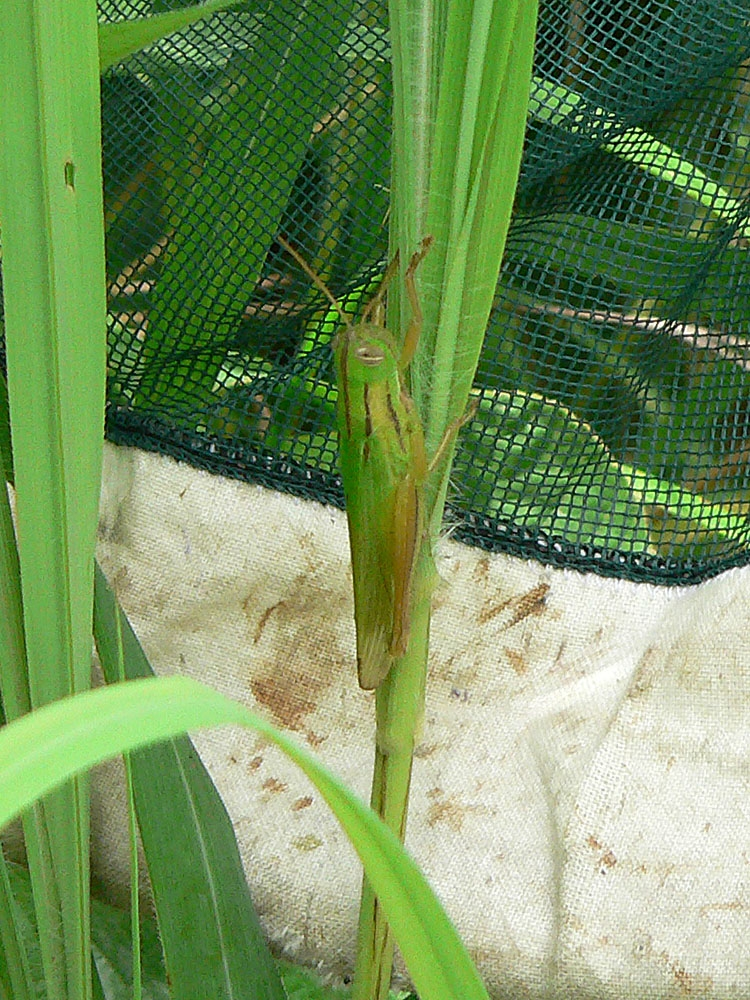